# Pharmaciae Sacrum
De Groningse Farmaceutische Studenten Vereniging (GFSV) "Pharmaciae Sacrum" is de studievereniging voor studenten Farmacie in Groningen.
Pharmaciae Sacrum, Latijn voor 'het heilige van de farmacie', is opgericht op 12 december 1881 en is daarmee de oudste studievereniging van Groningen en de op een na oudste van Nederland. Pharmaciae Sacrum, vaak afgekort tot P.S., is de Groningse afdeling van de landelijke farmacievereniging, de K.N.P.S.V. (Koninklijke Nederlandse Pharmaceutische Studenten Vereniging).

## Ereleden
Pharmaciae Sacrum heeft gedurende haar hele bestaan verschillende ereleden en erevoorzitters gekend. Deze ereleden hebben het erelidmaatschap aangeboden gekregen, omdat zij zich tijdens en na hun studie voor Pharmaciae Sacrum hebben ingezet. Bovendien betekenen zij veel voor de farmacie in Nederland en daarbuiten. Het erelidmaatschap is een bewijs van verdienste.
De ereleden staan het bestuur der G.F.S.V. "Pharmaciae Sacrum" met raad en daad bij. Zij geven advies bij zaken die binnen de vereniging spelen. Zo hebben de ereleden geholpen bij het opzetten van het alumnilidmaatschap, het StudieActiefCertificaat en de regeling rond de bestuursbeurzen van de RUG. De ereleden zijn vaak aanwezig bij de Algemene Ledenvergaderingen, waar zij ook hun mening kunnen geven. Daarnaast zijn de ereleden ook aanwezig bij gezelligheidsactiviteiten, zoals de jaarlijkse RijWielPrestatieTocht en activiteiten tijdens de Dies Natalis.
De huidige ereleden zijn prof. dr. C. Neef, prof. dr. H.W. Frijlink, prof. dr. J.H.G. Jonkman, mevr. drs. G.E. Inia Douma en mevr. drs. Y.M.G. van Remmerden-Gleis. Zij zijn allen werkzaam in een ander gebied van de farmacie.